# 新西兰政党列表
自20世纪初以来，新西兰全国政治的特点就是普遍存在的政党制度。通常情况下，采用一院制的新西兰国会在其众议院的议员均属于某个政党；无党籍议员基本不存在。
虽然两个主要政党——国家党和工党——自1930年代开始主宰新西兰国家政治；但从1996年开始引入比例代表制之后，新西兰政坛开始转变为多党制。许多较小的政党开始在国会拥有大量的代表席次，现在更可以期待在政府内获得相应的职位。截至2023年12月，在第54届国会中，共有6个政党获得议员席位。

## 历史沿革
新西兰的政党制度直至19世纪末才出现。在此之前，新西兰国会的议员选举通常都是独立候选人。虽然议员当选后会加入一些派系，不过这些派系都是围绕尤勒斯·沃格尔等政治名人而非因政治理念建立；同时这些派系大多在选举之后产生而非选举之前。
新西兰第一个“现代”政党——自由党成立于1891年。 在更为保守的改革党在1909年成立之前，自由党是新西兰唯一的政党。 工党在1916年成立，自此从1919年开始，上述三个政党开始主导新西兰政治。
1928年，联合党取代了自由党。 联合党成立之后与改革党展开许多合作，并在1931年组建了政党联盟。 当工党在1935年大选中获胜后， 联合党与自由党则合并为国家党。 在1990年代之前，新西兰大选采用领先者当选的多数票制。这导致此时新西兰政治为事实上的两党制，因为两个主要政党所赢得的议员席数远多于其在总票数所占的份额。
多年来，一些“第三党”或小党在新西兰发展起来，特别是社会信用党、新西兰党、价值党和联盟党。 但是，简单多数制意味着无论一个政党在全国范围内赢得多少选票，只要它未在任何一个选区赢得多数票就无法获得国会席位。 例如社会信用党曾在1954年大选中赢得全国范围超过11%的选票，但由于该党未在任何选区拿下多数票，因此社会信用党未能进入国会；同样在1984年大选中，新西兰党虽然在全国范围内获得超过12%的选票，但同样未能进入国会。 在这样的情况下，小党很难在议会政治中发挥出应有的影响力。
新西兰后来在1993年通过了《1993年选举法令》，决定自1996年大选开始采用联立制。即每位注册选民在投票时拥有两张选票，一张票投本选区的候选人，而另一张票则投政党。每个政党只要获得5%的政党票就可以进入国会；同时依旧还可以通过选区政党候选人胜选的方式进入国会。 这样的选举方式使得小党相对容易进入国会，但同样也使得无党籍人士越发难以进入国会。
在1990年代末期，新西兰的多党制下出现了一种情况，即当选国会议员越来越频繁地转换政党或分裂原属政党而组建新党；这被称为“哇咔跳”。不过这种情况在现在已被禁止，以便维护新西兰国会中以政党为基础的比例代表制。

## 政党登记
政党在新西兰可以自由选择是否登记；但选择登记的政党必须至少拥有500名付费党员，且党员均有大选投票资格并遵守党规。 如果一个政党选择了登记，那它在大选中可以提交一份政党候选人列表，这些人则可以参与到联立制中的政党票选举；而未登记的政党则只可以参加选区候选人选举。 截至2020年，依据新西兰选举规则，凡是完成登记的政党在大选期间可以最多为政党票选举支出1,169,000新元，同时每个选区候选人还可以获得27,500新元的开支上限；而非登记政党整个大选的竞选开支不得超过其每个选区候选人竞选上限（27,500新元）的总额。

## 现存政党

### 国会政党
在现任的第54届国会中，共有6个政党进入国会。 下表默认排序依据各国会政党所拥有的国会议员人数。
| 政党名 | 政党名       | 政党领袖                         | 成立年份 | 政治立场 | 意识形态                         | 国会议员人数 |
| ------ | ------------ | -------------------------------- | -------- | -------- | -------------------------------- | ------------ |
|        | 国家党       | 克里斯托弗·卢克森                | 1936年   | 中右翼   | 保守主义、自由主义               | 49 / 123     |
|        | 工党         | 克里斯·希普金斯                  | 1916年   | 中左翼   | 社会民主主义                     | 34 / 123     |
|        | 绿党         | 詹姆斯·邵 马拉玛·戴维森          | 1990年   | 左翼     | 绿色政治、社会民主主义           | 15 / 123     |
|        | 行动党       | 大卫·西摩                        | 1994年   | 右翼     | 古典自由主义、保守主义           | 11 / 123     |
|        | 新西兰优先党 | 温斯顿·彼特斯                    | 1993年   | 右翼     | 民族主义、民粹主义、社会保守主义 | 8 / 123      |
|        | 毛利党       | 拉威里·怀蒂蒂 黛比·恩加雷娃-帕克 | 2004年   | 左翼     | 毛利人权利、毛利人自决权         | 6 / 123      |

### 非国会政党

#### 已登记政党
下表默认排序将以政党英文名首字母为准。
| 政党名                     | 政党名       | 政党领袖                       | 成立年份 | 政治立场 | 意识形态   |
| -------------------------- | ------------ | ------------------------------ | -------- | -------- | ---------- |
|                            | 动物正义党   | 梅兰妮·威尔森                  | 2022年   | 未知     | 动物福利   |
|                            | 大麻合法党   | 马基·赫伯特 迈克尔·阿普比      | 1996年   | 未知     | 大麻合法化 |
|                            | 民主新西兰党 | 示例                           | 示例     | 示例     | 示例       |
|                            | 民主联盟     | 示例                           | 示例     | 示例     | 示例       |
|                            | 自由党       | 示例                           | 示例     | 示例     | 示例       |
|                            | 莱顿·贝克党  | 莱顿·贝克                      | 示例     | 示例     | 示例       |
|                            | 新保守党     | 示例                           | 示例     | 示例     | 示例       |
|                            | 新民族党     | 示例                           | 示例     | 示例     | 示例       |
|                            | 新西兰忠诚党 | 利兹·冈恩                      | 示例     | 示例     | 示例       |
|                            | 新西兰党     | 示例                           | 示例     | 示例     | 示例       |
|                            | 户外与自由党 | 示例                           | 示例     | 示例     | 示例       |
|                            | 机遇党       | 空缺                           | 示例     | 示例     | 示例       |
|                            | 视野党       | 汉娜·塔玛奇                    | 示例     | 示例     | 示例       |
|                            | 妇女权利党   | 吉尔·欧文斯 奇梅内·德拉·维拉斯 | 示例     | 示例     | 示例       |
| 数据来源：新西兰选举委员会 |              |                                |          |          |            |